# Nuya
Nuya fou un faraó suposadament de la dinastia XIV de l'antic Egipte, però que no s'ha pogut situar cronològicament amb major precisió que el Segon Període Intermedi. Només es coneix el seu nom, d'origen probablement semític, que apareix en un segell.